# Selección femenina de rugby 7 de Kazajistán
La selección femenina de rugby 7 de Kazajistán  es el equipo femenino en la modalidad de rugby 7 regulado por la Kazakhstan Rugby Union.

## Palmarés
- Asian Sevens Series: 2000, 2001, 2002, 2003, 2004, 2005, 2007
- Juegos Asiáticos: 2010
- Women's Asia-Pacific Championship: 2010

## Participación en copas
| - Dubái 2009: no clasificó - Moscú 2013: no clasificó - San Francisco 2018: no clasificó - Río 2016: no clasificó - Tokio 2020: no clasificó | - Guangzhou 2010: 1° puesto - Incheon 2014: 3° puesto - Yakarta 2018: 3° puesto - Challenger Series 2022: 5° puesto |